# 吹奏楽のための組曲 (ホルスト)
吹奏楽のための組曲（Suite for Military Band）作品28は、グスターヴ・ホルストが作曲した吹奏楽のための組曲。第1組曲変ホ長調作品28aと第2組曲ヘ長調作品28bの2曲がある。

## 概要
ホルストは吹奏楽曲を複数残しているが、これらの組曲はその中でも初期の作品であり、ブラスバンドのための『ムーアサイド組曲』（1928年）などより20年ほど前に書かれた。フレデリック・フェネルは「この作品における楽器法は、バンド編成を念頭に考え抜かれている」「もしこのスコアを真に理解したならば、それは音楽と指揮というものすべてを理解したのと同じだ」と述べており、レイフ・ヴォーン・ウィリアムズの『イギリス民謡組曲』、パーシー・グレインジャーの『リンカンシャーの花束』などと並び、吹奏楽の分野における古典的な演奏会用作品としてきわめて重要な位置を占める。
2曲を揃えた世界初録音は、フェネルとイーストマン・ウィンド・アンサンブルによって1955年に行われている。

## 第1組曲
1909年に作曲されたとされるが、作曲の事情や目的ははっきりしていない。王立軍楽学校、通称ネラー・ホールで1920年6月20日に公開演奏されたことが確認されているが、娘のイモージェン・ホルストの調査によると、1909年には演奏が行われていたとされる。初出版は1921年。1948年のブージー・アンド・ホークス社による版が慣用版として広く使われてきたが、これには多くの変更が含まれており、1970年に自筆譜が公開されたことによって、1984年以降に複数の「原典版」が出版されている。

### 編成
ホルストの自筆譜の時点ではオプションのパートが多く設けられ、多様な編成に対応できるように書かれている。このこともあって、校訂によって楽器編成にはばらつきが見られる。

#### ホルスト自筆譜
最小編成では19人（打楽器を含む）で演奏することができる。自筆譜ではこれらのパートの下にピアノ譜（コンデンススコア）が書かれていた。
| 木管 | 木管                                | 金管  | 金管             | 弦・打 | 弦・打                              |
| ---- | ----------------------------------- | ----- | ---------------- | ------ | ----------------------------------- |
| Fl.  | 1 (Picc.持替)                       | Crnt. | 2, Tp. 4 (opt.)  | Cb.    | ● (opt.)                            |
| Ob.  | 1                                   | Hr.   | 4 (opt. 2)       | Timp.  | ● (opt.)                            |
| Fg.  | 2 (opt.1)                           | Tbn.  | 2 (opt.1), Bass  | 他     | B.D., Cym, S.Cym, S.D., Trgl, Tamb. |
| Cl.  | Solo, 3, E♭ 2 (opt. 1), Bass (opt.) | Bar.  | ● (opt.), Eup.   | 他     | B.D., Cym, S.Cym, S.D., Trgl, Tamb. |
| Sax. | Alt. (opt.) Ten. (opt.)             | Tub.  | ● ("Bombardons") | 他     | B.D., Cym, S.Cym, S.D., Trgl, Tamb. |

#### 1948年 ブージー・アンド・ホークス版
| 木管 | 木管                              | 金管  | 金管            | 弦・打 | 弦・打                              |
| ---- | --------------------------------- | ----- | --------------- | ------ | ----------------------------------- |
| Fl.  | 1, Picc.1                         | Crnt. | 2, Tp. 2, Flh.2 | Cb.    | ● ("Basses")                        |
| Ob.  | 2                                 | Hr.   | 4               | Timp.  | ●                                   |
| Fg.  | 2                                 | Tbn.  | 2, Bass         | 他     | B.D., Cym, S.Cym, S.D., Trgl, Tamb. |
| Cl.  | Solo, 3, E♭ 2, Alto, Bass, C-Bass | Bar.  | ●, Eup.         | 他     | B.D., Cym, S.Cym, S.D., Trgl, Tamb. |
| Sax. | Alt. 1 Ten. 1 Bar. 1, Bass        | Tub.  | ● ("Basses")    | 他     | B.D., Cym, S.Cym, S.D., Trgl, Tamb. |

### 構成
全3楽章。各楽章のすべての主題は第1楽章の冒頭動機（二度－五度）から派生したものであり、一種の循環形式で作られている。また対位法の技術も活用され、全体に緊密に書かれている。第1楽章にバロック時代の形式が用いられているのは、この時期にホルストがヘンリー・パーセルの作品の研究を行っていたこととの関連が指摘されている。
- 第1楽章 シャコンヌ
Allegro moderato　変ホ長調 3/4拍子 変奏曲形式
- 第2楽章 インテルメッツォ
Vivace　ハ短調 - ハ長調 2/4拍子 - 4/4拍子 - 2/4拍子 - 4/4拍子 三部形式
- 第3楽章 マーチ
Tempo di Marcia　変ホ長調 - 変イ長調 - 変ホ長調 2/2拍子 三部形式

ホルストはスコアの冒頭に「各楽章は同一のフレーズで構成されているため、この組曲は休みなしに通して演奏されることを望む」と記している。全曲の演奏時間は約11分。

## 第2組曲
1911年に現在の第3楽章を欠いた3楽章の形で作曲され、1921年に軍楽隊の編成が変更されたことを反映してか、1922年に改訂が行われた。現行の形での初演は1922年6月30日にロイヤル・アルバート・ホールで、王立軍楽学校の吹奏楽団によって行われている。1922年に出版され、コールドストリームガーズのバンドマスターを務めていたジェイムズ・ウィンドラム（James Causley Windram）に献呈された。1923年には初録音、1924年にはラジオ放送が行われ、第1組曲よりも早く一般に知られていたとされる。
各楽章はそれぞれイングランドの民謡や舞曲に基づいており、ホルストのそれへの関心の高さが窺える。民謡素材はジョージ・ガーディナー博士（Dr. George B. Gardiner）がハンプシャーで採譜したものからとられた。用いられた民謡のいくつかは『6つの合唱曲』作品36b（1916年）でも扱われている。
のちにゴードン・ジェイコブによって『ハンプシャー組曲』（"A Hampshire Suite"）として管弦楽に編曲されている。

### 編成
第1組曲と比較して、当初から確定的な編成で書かれている。(BH)と記したのは1948年のブージー・アンド・ホークス版で追加された楽器である。
| 木管 | 木管                                                      | 金管  | 金管                  | 弦・打 | 弦・打                                               |
| ---- | --------------------------------------------------------- | ----- | --------------------- | ------ | ---------------------------------------------------- |
| Fl.  | 1 (Picc.持替)                                             | Crnt. | 2, Tp. 2 (BH)         | Cb.    | ●                                                    |
| Ob.  | 1                                                         | Hr.   | 4                     | Timp.  |                                                      |
| Fg.  | 2                                                         | Tbn.  | 2, Bass 1             | 他     | B.Dr., Cymb. (crash/sus), S.Dr., Trgl., Tamb., Anvil |
| Cl.  | Solo, 3, E♭, Alto(BH), Bass (BH)                          | Eup.  | ●（Bar.は初稿に存在） | 他     | B.Dr., Cymb. (crash/sus), S.Dr., Trgl., Tamb., Anvil |
| Sax. | Sop. 1 (BH) Alt. 1 Ten. 1 Bar. 1 (BH), Bass/Cb.Cl. 1 (BH) | Tub.  | ●                     | 他     | B.Dr., Cymb. (crash/sus), S.Dr., Trgl., Tamb., Anvil |

### 構成
全4楽章からなり、演奏時間は約12分。
- 第1楽章 マーチ (March)
Allegro ヘ長調 - 変ロ短調 - ヘ長調 2/2拍子 三部形式
「グローリシャーズ」（"Glorishers"）と呼ばれるモリス・ダンス（英語版）の旋律、「スワンシー・タウン」（"Swansea Town"）と呼ばれる水夫の歌（Sea Shanty）、「クローディ・バンクス」（"Claudy Banks"）が用いられる。
- 第2楽章 無言歌 （Song without Words "I'll love my love"）
Andante ヘ短調 4/4拍子
「私の恋人を愛す」（"I'll love my love"）が用いられる。
- 第3楽章 鍛冶屋の歌 （Song of the Blacksmith）
Moderato e maestoso ヘ長調 4/4拍子
「鍛冶屋の歌」（"Song of the Blacksmith"）が用いられる。作品36bの一曲として無伴奏合唱のために書かれたものが、ほぼそのまま転用された。
- 第4楽章 ダーガソンによる幻想曲 （Fantasia on the "Dargason"）
Allegro moderato ヘ長調 6/8拍子
「ダーガソン」（"Dargason"）と呼ばれる8小節の循環旋律が、冒頭から終結まで奏されている。また「グリーンスリーブス」が対旋律に現れる。
弦楽合奏のための「セントポール組曲」の終曲にも転用された。現行版は初稿よりも拡大されており、弦楽に移されたときのアイディアが改訂の際に採り入れられたと考えられている。